# Obediencia
El término obediencia (del latín oboedientia) indica el proceso que conduce de la escucha atenta a la acción, que puede ser duramente pasiva o exterior o, por el contrario, puede provocar una profunda actitud interna de respuesta, sin demora y sin discusión.   
La obediencia a los diversos requerimientos se realiza por medio de acciones u omisiones consecuentes apropiadas. Obedecer implica, en diverso grado, la subordinación de la voluntad a una autoridad, el acatamiento de una instrucción, el cumplimiento de una demanda o la abstención de algo que se prohíbe. 
La figura de la autoridad que merece obediencia puede ser, ante todo, una persona o una comunidad, pero también una idea convincente, una doctrina o una ideología y, en grado sumo, la propia conciencia, o una deidad en el caso de las religiones.

## Tipos y niveles de obediencia
Se pueden destacar distintos tipos y niveles de obediencia los cuales son:

### Obediencia militar
La obediencia de la guerra se trata del acatamiento de instrucciones en el marco de un código de vida y de conducta preparado para responder a los conflictos o crisis sociales o políticas y, en casos extremos, a la guerra. La desobediencia militar implica consecuentemente estrictas sanciones ya que significa a menudo un riesgo para la seguridad de otros o de los intereses colectivos. Sin embargo, la desobediencia, en este plano, se puede deber por razones legales, éticas y/o religiosas. En Argentina se ha producido un debate intenso respecto a la obediencia militar a raíz de la Ley de Obediencia Debida. La contraposición entre las órdenes emanadas en circunstancias de tensión ha sido reflejada en el drama literario “El príncipe de Hamburgo” por Heinrich de Kleist.

### Obediencia infantil
La obediencia infantil se trata de la natural posición subordinada a los padres, resultante del proceso de integración familiar de todos los niños. En el sentido figurado se trata además, del comportamiento infantil manifestado por algunos adultos de manera habitual o eventual.

### Obediencia solidaria
La obediencia solidaria se refiere a la obediencia de un sujeto partícipe de un grupo o colectivo, incluso sin tener la plena convicción de las ideas fundamentales o de las acciones realizadas de dicho grupo.

### Obediencia sociológica
La obediencia sociológica, para el sociólogo Max Weber, es la principal característica definitoria  de la “dominación”, en contraste con el “poder”.

### Obediencia voluntaria
La obediencia voluntaria es, referida a normas preestablecidas o a la conciencia que se posea, el reconocimiento de lo bueno (por ejemplo, los diez mandamientos) de tal modo que se produzca una transformación en el sujeto.

### Obediencia como autodisciplina
Detrás de esta actitud está  el sentido o la significación, o bien, lo que positivamente se considera que sirve de base para la estructura social.

### Obediencia religiosa u obediencia de la fe
La obediencia religiosa u obediencia de la fe, tal como lo expresa el Catecismo de la Iglesia Católica es el libre sometimiento a la palabra escuchada, cuya verdad está garantizada por Dios, que es la verdad misma. De esta obediencia, la Escritura propone el modelo de José y de María que realiza en su carne la voluntad de Dios, permitiendo que se encarne el Hijo del eterno Padre. (ver: Catecismo de la Iglesia Católica, 144ss).

### Voto de Obediencia
En las comunidades religiosas, ya sean órdenes o congregaciones masculinas y femeninas, el voto de obediencia es uno de los tres consejos evangélicos, junto con el de castidad y pobreza. El voto de obediencia es la promesa formal de radicalizar el bautismo, eligiendo libremente (de manera pública o privada, temporal o perpetuamente) la vida cristiana siguiendo el ejemplo de Cristo Jesús, que fue obediente al Padre hasta la muerte, ofreciendo su vida por la humanidad.

### Obediencia sacerdotal
La obediencia sacerdotal es la que los sacerdotes deben a sus respectivos ordinarios, en primer lugar los obispos y, en el caso de los miembros de órdenes o congregaciones religiosas, los superiores de la comunidad.
Los presbíteros, como colaboradores diligentes de los obispos y como ayudantes e instrumentos suyos, llamados para servir al pueblo de Dios, forman con su obispo un único presbiterio, dedicado a diversas tareas pastorales. En cada una de las comunidades locales de fieles, hacen presente —por medio de su ministerio— al obispo, al que están unidos con confianza y magnanimidad; participan en sus funciones y preocupaciones y las llevan a la práctica cada día. Los presbíteros solo pueden ejercer su ministerio en dependencia del obispo y en comunión con él. 
La promesa de obediencia que hacen al obispo en el momento de la ordenación y el beso de paz del obispo, al final de la liturgia de la ordenación, significan que el obispo los considera como sus colaboradores, sus hijos, sus hermanos y sus amigos y que, a su vez, ellos le deben amor y obediencia. Este aspecto ha sido recalcado de forma taxativa por algunos concilios celebrados durante la Edad Media de este modo: «Al obispo hay que obedecerle como a Dios».

### Obediencia anticipada
Al percibir una expectativa sobre uno mismo, es decir, antes de que una instrucción fuera expresamente formulada, ya “uno mismo obedece”. Este tipo de obediencia fue formulada por primera vez como una máxima para los jesuitas. También desempeñó un papel importante para lograr la eficacia de las organizaciones nacionalsocialistas durante las guerras.

### Obediencia ciega
La obediencia ciega es la que los jesuitas y muchos otros religiosos (antes de las reformas de la vida religiosa introducidas por el Concilio Vaticano II) ejercitaban cumpliendo cada disposición al momento de ser impartidas, sin demora y sin discusión con la autoridad. De fondo estaba la conciencia de que hipotéticamente podía equivocarse el que ordenaba pero no el que acataba la orden obedientemente. Una variante de este modo de obediencia es la que se da a las autoridades de organizaciones sociales, políticas y/o religiosas (por ejemplo: el Partido, un proceso de reeducación, una secta, etc.)